# Tremors 5 – Blutlinien
Tremors 5 – Blutlinien ist eine US-amerikanische Horrorkomödie und die inhaltliche Fortsetzung von Tremors 3 – Die neue Brut und Tremors – The Series. Don Michael Paul drehte den Film 2015 als eine Direct-to-Video-Produktion. In der Hauptrolle ist erneut Michael Gross zu sehen.

## Handlung
Gut 14 Jahre sind vergangen, seit die Graboiden die Kleinstadt Perfection angegriffen haben. Burt Gummer lebt inzwischen zurückgezogen in der Wüste Nevadas und dreht Videos,
in denen er Überlebenstipps gibt.
Doch als er erfährt, dass mehrere Graboiden und Arschknaller in Südafrika gesichtet wurden, begibt er sich sofort dorthin, um die Monster zu vernichten. Unterstützt wird er von seinem neuen Kameramann Travis B. Welker, der niemand geringeres ist als Burts unehelich gezeugter Sohn.
Schließlich gelingt es ihnen, das Nest der Kreaturen zu vernichten. Nun stellen sich die beiden zusammen mit den Einwohnern Südafrikas dem letzten afrikanischen Graboiden entgegen.
Nachdem die Gefahr vorüber ist, akzeptiert Burt Travis als seinen Sohn und gemeinsam kehren sie nach Amerika zurück.
Während des Abspanns sieht man, wie Burt und Travis nun gemeinsam ihre Videos drehen.

## Sonstiges
- Michael Gross ist der einzige Schauspieler, der seit dem ersten Teil dabei ist.
- Der Film spielt circa 25 Jahre nach Tremors – Im Land der Raketenwürmer aus dem Jahr 1990.
- Dies ist der erste Tremors-Film, der unter der Regie von Don Michael Paul entstanden ist.
- In diesem Film ist Jamie Kennedy zum ersten Mal in der Rolle von Burts Sohn Travis zu sehen.
- Gedreht wurde der Film u. a. in der Provinz Gauteng außerhalb von Johannesburg.